# Banabuiú
Banabuiú is een gemeente in de Braziliaanse deelstaat Ceará. De gemeente telt 18.388 inwoners (schatting 2009).
De gemeente grenst aan Quixadá, Morada Nova, Jaguaretama, Solonópole en Quixeramobim.